# Gordon Richards Stakes
Groupe III (arrêtée)
Les Gordon Richards Stakes est une course de plat de Groupe III qui a lieu à l'hippodrome de Sandown Park, à Esher, en Grande-Bretagne à la fin avril. La course doit son nom au célèbre jockey Gordon Richards. 